# Plugs-Out-Test
Der Plugs-Out-Test ist ein Test von Raumfahrzeugen, bei dem alle externen Verbindungen, soweit möglich, getrennt werden. Es ist einer der letzten Tests, die vor einem Raketenstart ausgeführt werden können. Externe Verbindungen sind neben Versorgungsleitungen auch Mess- und Simulationsverbindungen. Sie werden schrittweise zurückgenommen, übrig bleibt oft noch eine externe Spannungsversorgung, die die interne Spannungsversorgung nachbildet. Dies ist immer dann der Fall, wenn die interne Spannungsversorgung nicht in Betrieb genommen werden kann. Gründe hierfür sind ein unbetanktes Raumfahrzeug, bei dem die Brennstoffzellen deswegen nicht arbeiten, oder eingefaltete Solarzellen-Panels.
Bei der NASA galt der Test bis zum Unfall von Apollo 1 als unkritischer Test, für den keine besonderen Sicherheitsvorkehrungen getroffen wurden. Seither wird er jedoch als kritisch angesehen, zusätzliches Personal und die Feuerwehr stehen bereit. Der Plugs-Out-Test bei Apollo 1 wird oft in der Literatur mit einem Drucktest verwechselt, weil die Kapsel mit einer reinen Sauerstoff-Atmosphäre befüllt war, dies war aber zu jener Zeit die übliche Befüllung der Kapsel, auch war der Druck gegenüber anderen Tests nicht planmäßig erhöht, der Druck stieg erst nach Ausbruch des Feuers als Reaktion auf den erhöhten Sauerstoffverbrauch durch das Feuer selbst.
Der letzte Plugs-Out-Test im Apollo-Programm wurde bei Apollo 10 durchgeführt, ab Apollo 11 wurde darauf verzichtet, weil die NASA gegenüber den Plugs-In-Tests seinerzeit keinen zusätzlichen Erkenntnisgewinn darin mehr sah, eine vollständige Trennung aller Leitungen war nicht möglich.
Gerade für Raumsonden, die auf das Deep Space Network oder ESTRACK angewiesen sind, gestalten sich realitätsnahe Plugs-Out-Tests oft schwierig, da eine Verbindung zu diesen Netzen am Erdboden nicht hergestellt werden kann.